# ویلیام کسل
ویلیام کسل (انگلیسی: William Castle؛ ۲۴ آوریل ۱۹۱۴ – ۳۱ مهٔ ۱۹۷۷) فیلم‌نامه‌نویس، کارگردان و تهیه‌کننده اهل ایالات متحده آمریکا بود.

## درگذشت
کسل در 31 می 1977 در لس آنجلس، کالیفرنیا بر اثر حمله قلبی درگذشت.